# Salo (Lebensmittel)

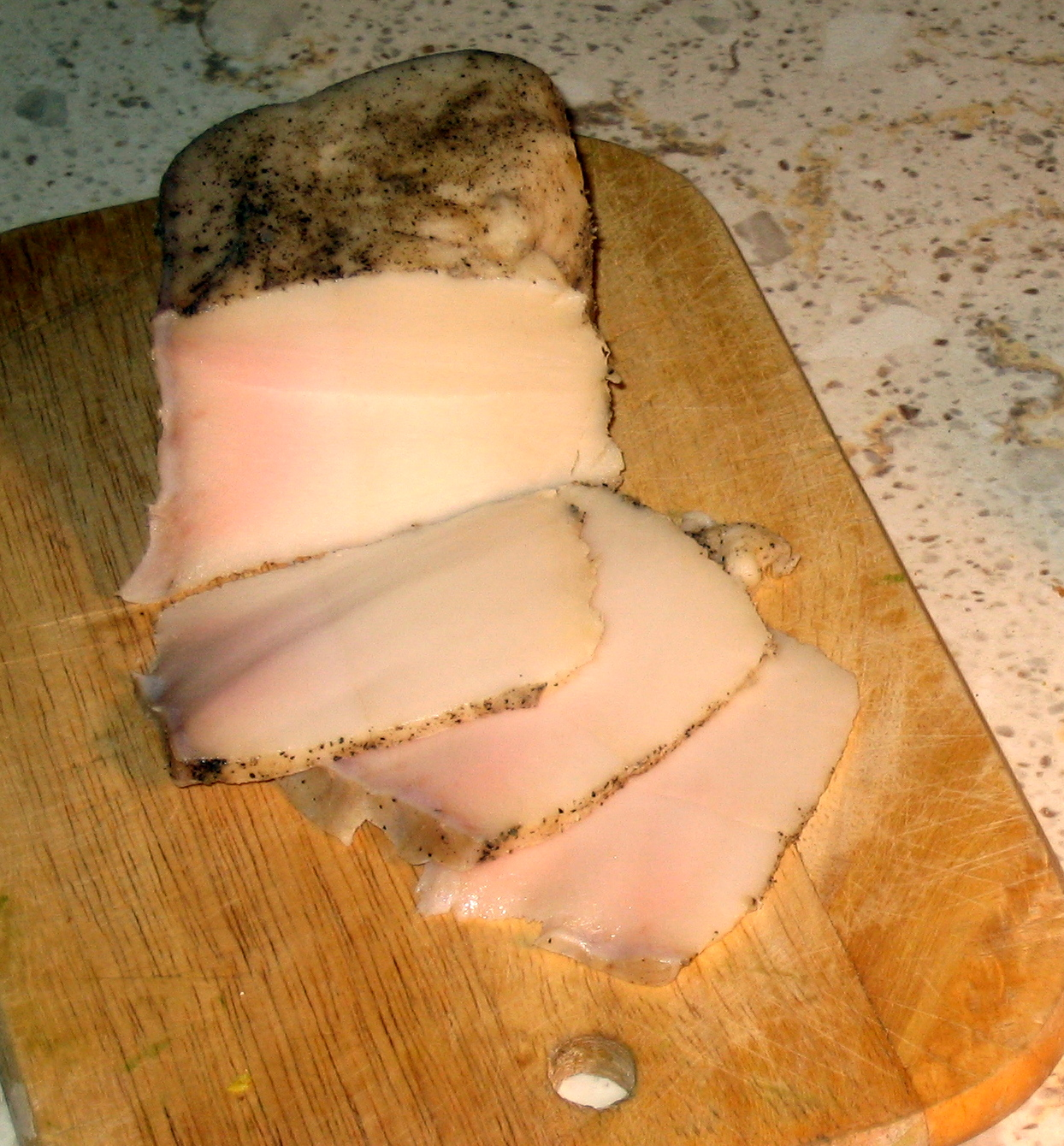
Salo

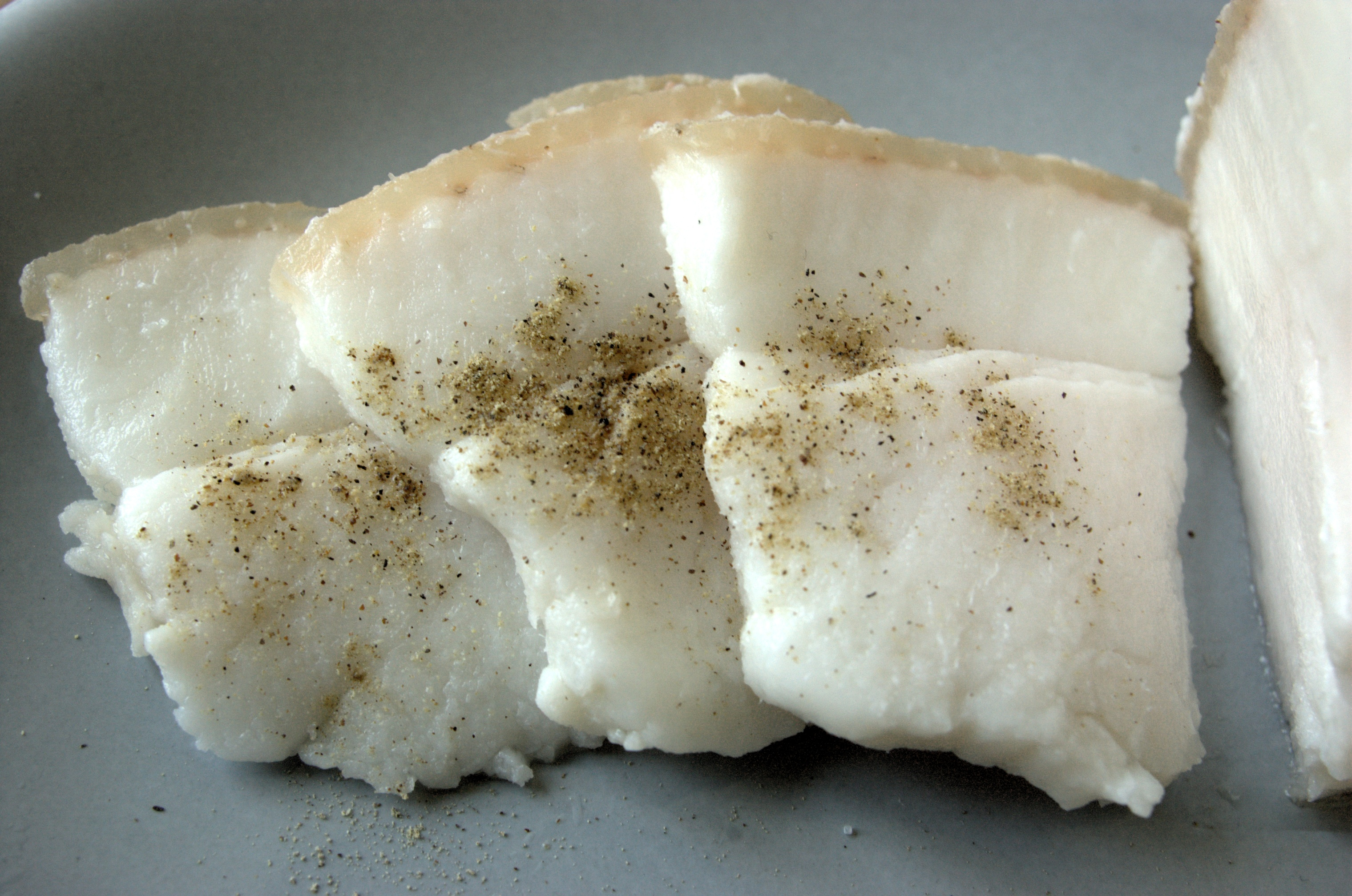
Geschnittener Salo mit Pfeffer

Salo (ungarisch: szalonna, russisch, ukrainisch: са́ло, bulgarisch: сланина, rumänisch: slănină und polnisch: słonina) ist ein in Salz und Gewürzen gereifter, sechs bis zehn Zentimeter dicker Rückenspeck vom Schwein und ist eine traditionelle Spezialität der Küche Osteuropas. Er ähnelt dem italienischen Lardo.
Zur Herstellung wird der Speck mit Salz, Pfeffer, Knoblauch oder Paprika gewürzt, danach reift er bis zu ein Jahr lang in einer Holzkiste. Zum Verkauf wird er in handliche Stücke geschnitten.
Man isst Salo in sehr feine Scheiben geschnitten mit Schwarzbrot und Pfeffer oder Knoblauch oder Senf zum Wodka (Horilka in der Ukraine). Er wird auch gebraten oder gekocht in verschiedenen Gerichten verwendet und ausgelassen, um mit dem Fett zu kochen.
Salo wird traditionell auf einem Fleischerhaken licht- und wärmegeschützt in einer Speisekammer aufbewahrt. So ist die Spezialität mehrere Jahre haltbar.